# Aegyptobia daneshvari
Aegyptobia daneshvari är en spindeldjursart som beskrevs av Parsi och Khosrowshahi 1990. Aegyptobia daneshvari ingår i släktet Aegyptobia och familjen Tenuipalpidae. Inga underarter finns listade i Catalogue of Life.